# علف (مجموعه تلویزیونی)
علف (به انگلیسی: Weeds) مجموعه تلویزیونی ساخته شده توسط جنجی کوهان است که در بین سال‌های ۲۰۰۵ و ۲۰۱۲ از شبکه شوتایم پخش می‌شد. نام مجموعه اشاره به ماری‌جوانا دارد.

## خلاصه داستان
داستان سریال حول زندگیِ نانسی باتوین , مادر بیوه ای می‌گذرد که مجبور شده برای امرار معاشِ خانوادش به کار فروشِ ماری‌جوانا رو بیارد . خانوادهٔ نانسی تشکیل شده از دو پسرش به نام‌های شِین و سایلس و خدمتکارش لوپیتا و برادرشوهرِ نانسی , اندی که به تازگی به خانه‌شان آمدند. این سریال کمدی از طنز تلخ و قوی ای برخوردار است . شخصیت پردازی سریال بسیار جالب است طوری که شما از هیچ شخصیتی متنفر نمی‌شوید , حتی کثیف‌ترین و خطرناک‌ترین گانگسترهای مواد مخدر از خیلی زوایا دوست داشتنی و جذاب به نظر می آیند، نانسی (با بازیِ Mary Louise Parker) شخصیتی بسیار گیج و مبهم دارد. با وجود این که قصدش تأمین زندگی مناسب برای بچه‌هایش است ولی بیشتر مشکلات زیادی برای خانواده به وجود می آورد.